# العذر (بني العوام)

تعديل مصدري - تعديل

العذر هي إحدى قرى عزلة جبل نمر بمديرية بني العوام التابعة لمحافظة حجة، بلغ تعداد سكانها 359 نسمة حسب تعداد اليمن لعام 2004.